# Januário Torgal Mendes Ferreira
Januário Torgal Mendes Ferreira (ur. 26 lutego 1938 w Porto) – portugalski duchowny katolicki, ordynariusz polowy Portugalii w latach 2001-2013.

## Życiorys
Święcenia kapłańskie przyjął 15 października 1960 i został inkardynowany do diecezji Porto. Był m.in. sekretarzem biskupim oraz diecezjalnym asystentem ds. duszpasterstwa rodzin.

### Episkopat
22 kwietnia 1989 został mianowany przez papieża Jana Pawła II biskupem  pomocniczym Ordynariatu Polowego Portugalii ze stolicą tytularną Gaudiaba. Sakry biskupiej udzielił mu 15 lipca tegoż roku ówczesny patriarcha Lizbony, kard. António Ribeiro. W ordynariacie objął funkcję wikariusza generalnego.
3 maja 2001 został mianowany ordynariuszem polowym Portugalii. Urząd objął 26 czerwca tegoż roku.
10 października 2013 przeszedł na emeryturę.